# Адам, Отто
Отто Адам (нем. Otto Adam, 24 ноября 1909, Висбаден, Пруссия — 2 декабря 1977, Отвайлер, Саар) — немецкий фехтовальщик, саарский и немецкий спортивный функционер. Бронзовый призёр летних Олимпийских игр 1936 года.

## Биография
Отто Адам родился 24 ноября 1909 года в немецком городе Висбаден.
Выступал в соревнованиях по фехтованию за Висбаденский фехтовальный клуб. Был одним из ведущих фехтовальщиков Германии, в основном выступая в турнирах рапиристов. Десять раз доходил до финалов чемпионата Германии, но ни разу не завоевал титул.
В 1936 году вошёл в состав сборной Германии на летних Олимпийских играх в Берлине. В командном турнире рапиристов сборная Германии завоевала бронзовую медаль. Адам участвовал только в финальном турнире, где немцы проиграли Италии — 0:16 и Франции — 4:12 и победили Австрию — 9:5.
После Второй мировой войны стал одним из основателей Саарской федерации фехтования, в 1952—1974 годах был её президентом. В 1957 году, после того как Саар был включён в состав Западной Германии, стал президентом Федерации фехтования ФРГ и оставался на этом посту до 1970 года. Впоследствии стал почётным президентом обеих федераций.
Награждён Орденом «За заслуги перед Федеративной Республикой Германия».
Параллельно занимался предпринимательством — владел фирмой, выпускавшей стеклянные глазные протезы.
Умер 2 декабря 1977 года в западногерманском городе Отвайлер.